# Zaccanopoli
Zaccanopoli község (comune) Olaszország Calabria régiójában, Vibo Valentia megyében.

## Fekvése
A megye nyugati részén fekszik. Határai: Briatico, Drapia, Parghelia, Zambrone és Zungri.

## Története
A hagyományok szerint az Anjou Róbert által elpusztított Aramoni lakosai alapították. Első írásos említése a 16. századból származik. A 19. század elején, amikor a Nápolyi Királyságban felszámolták a feudalizmust, Parghelia része lett. 1918-ban vált önálló községgé.

## Népessége
A népesség számának alakulása:

## Főbb látnivalói
- Madonna della Neve-templom